# Myndus fulva
Myndus fulva är en insektsart som beskrevs av Henry Fairfield Osborn 1903. Myndus fulva ingår i släktet Myndus och familjen kilstritar. Inga underarter finns listade i Catalogue of Life.